# Trifolium davisii
Trifolium davisii är en ärtväxtart som beskrevs av Hossain. Trifolium davisii ingår i släktet klövrar, och familjen ärtväxter. Inga underarter finns listade i Catalogue of Life.